# Nematopodius kusigematii
Nematopodius kusigematii là một loài tò vò trong họ Ichneumonidae.